# L'Auvergnat et l'Autobus
Pour plus de détails, voir Fiche technique et Distribution.
L'Auvergnat et l'Autobus est un film français réalisé par Guy Lefranc et sorti en 1969.

## Synopsis
Jules Brulebois est un paysan auvergnat qui vient de percevoir un héritage. Avec cet argent, il décide de s'acheter un autobus. Voyant que Jules est assez naïf, un receveur d'autobus tente de l'escroquer.

## Fiche technique
- Titre : L'Auvergnat et l'Autobus
- Réalisation : Guy Lefranc
- Scénario : Maurice Chevit
- Adaptation : Guy Lionel, Maurice Chevit et Guy Lefranc
- Dialogue : Guy Lionel
- Assistant réalisateur : Michel Lang
- Images : Didier Tarot
- Musique : Georges Van Parys
- Décors : Jacques Mawart
- Son : Raymond Gauguier
- Montage : Germaine Lamy
- Avec l'aimable participation de la ville de Strasbourg et de sa population, les villes de Riquewihr et Itterswiller, la compagnie des transports Strasbourgeois et l'administration des douanes, M. Muller (Simca Strasbourg), le restaurant Kammerzell, la chaîne des hôtels Sofitel, les meubles Knoll International
- Production : Eugène Lépicier
- Sociétés de production : Filmel, Filmédis, Activités Cinématographiques, C.C.F.C
- Administration et régie : Alain Belmondo, Henri Dutrannoy, Daniel Deschamps
- Société de distribution : C.C.F.C
- Durée : 90 minutes
- Genre : comédie
- Date de sortie : France - 18 avril 1969

## Distribution
- Fernand Raynaud : Julien Brulebois, l'Auvergnat qui hérite
- Julien Guiomar : Me Valentin Chanterive, notaire
- Christiane Minazzoli : Lisbeth Weber
- Jean Richard : En personne
- Noëlle Adam : Cécile Favre
- Pierre Tornade : Grosswiller, un homme d'affaires
- Jacques Legras : Le clerc
- Gérard Darrieu : Le second receveur
- Teddy Bilis : Le patron des réseaux d'autobus
- Jacques Morel : Kleinfuchs, un autre homme d'affaires
- Christian Marin : Le receveur escroc
- Michel Galabru : Eugène, l'agent de police
- Roger Lumont : L'homme d'affaires #1
- Alain Janey : L'homme d'affaires #2
- Albert Michel : L'hôtelier
- France Rumilly : La prostituée
- Roger Trapp : Un garçon de café
- Jean Carmet : L'homme qui veut acheter l'autobus (non crédité)
- Maurice Chevit : Un syndicaliste (non crédité)
- Fred Personne : Le maire de Strasbourg
- Dominique Marcas : La secrétaire de maître Chanterive

## Autour du film
- Il s'agit du dernier film de Fernand Raynaud avant qu'il arrête sa carrière d'acteur de cinéma et de télévision.
- Le film fut tourné entièrement à Strasbourg, en Alsace. De nombreux plans montrent des sites touristiques de la ville.
- Le film évoque l'entraide des réfugiés de l'exode, en 1940, ou de nombreux citoyens du nord-est de la France se réfugièrent dans le sud, pour échapper à l'avancée de l'armée Allemande. Dans le film, Julien Brulebois hérite d'un riche industriel Alsacien, réfugié chez sa famille en 1940, et retrouve Lisbeth, une jeune réfugiée qui avait 6 ans en 1940, et dont la famille fut aidée aussi par la famille de Julien Brulebois.
- Des scènes sont aussi tournées à Kehl, ville Allemande en face de Strasbourg, en traversant le Rhin.